# الکساندر واربانوف
الکساندر واربانوف (بلغاری: Александър Върбанов؛ زادهٔ ۹ مه ۱۹۶۴) وزنه‌بردار اهل بلغارستان است.
وی در مسابقات کشوری و بین‌المللی در مجموع برندهٔ ۲۷ مدال طلا، ۱۰ مدال نقره، ۴ مدال برنز شده‌است.